# 닌텐도 VS. 시스템

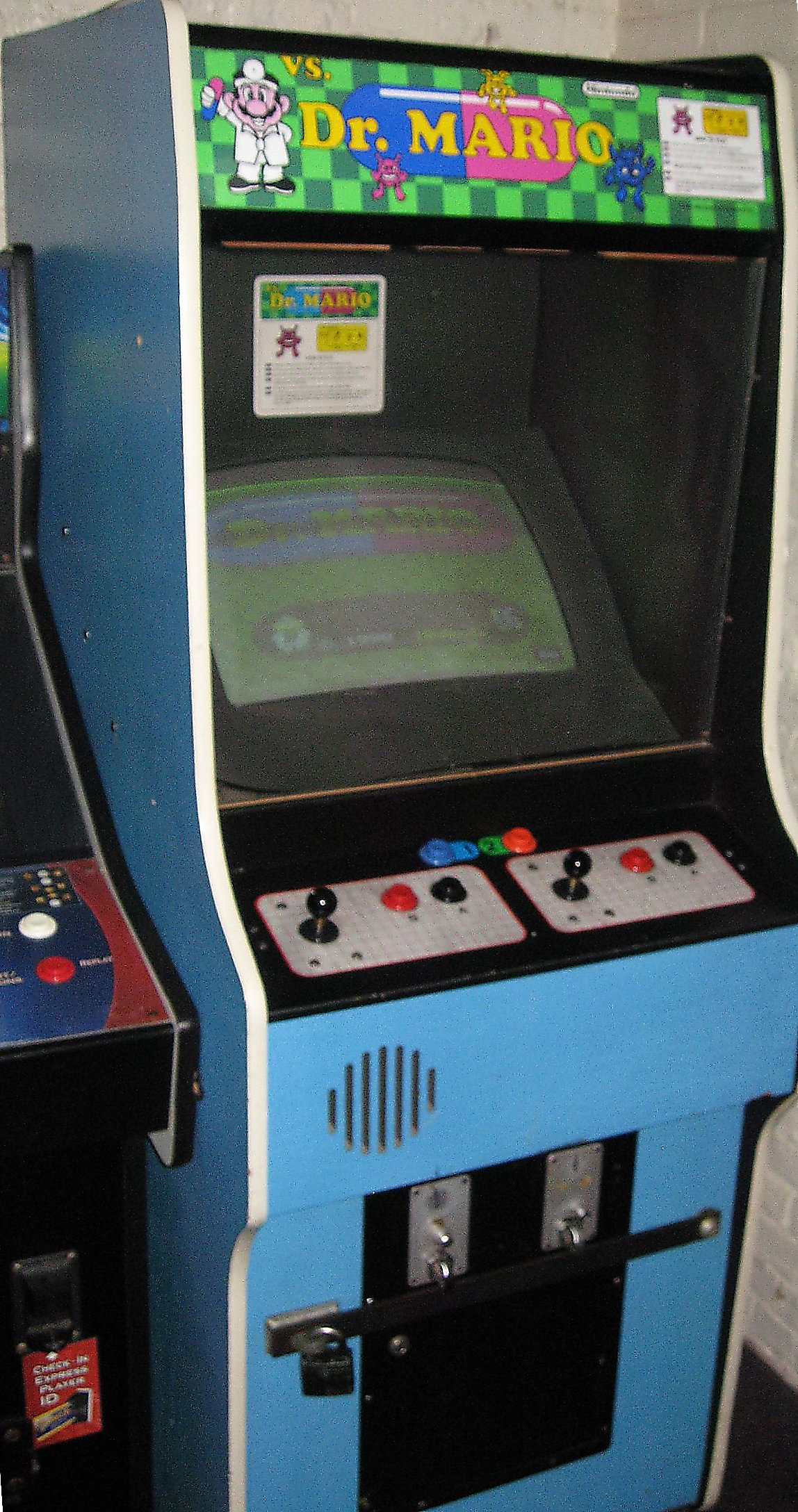

닌텐도 VS. 시스템은 1984년 닌텐도에서 개발한 아케이드 게임 기판으로 VS. 유니시스템(UniSystem) 또는 VS. 듀얼시스템(DualSystem)이라고도 불린다.

## 세부 사항
닌텐도 VS. 시스템은 닌텐도의 가정용 게임기인 패밀리 컴퓨터를 기본으로 개발되었기 때문에 패밀리 컴퓨터의 게임 이식이 쉬워서 닌텐도뿐만 아니라 남코, 선소프트에서도 게임이 개발되었다. 물론 렉킹 크루(WRECKING CREW)처럼 VS. 시스템에서 패밀리 컴퓨터로 이식된 게임도 많다.
2대의 게임기를 좌우나 뒤에 배치하여 동시에 플레이가 가능했는데 닌텐도의 테니스에서는 4명이 같이 플레이할 수 있었다. 또 일본보다는 미국에서 발매 게임수가 더 많았는데 서드파티의 게임을 닌텐도가 판매하였기 때문이었다.

## 사양
- CPU : N2A03 1.79Mhz
- 사운드 : N2A03, DAC 1.79Mhz
- 해상도 : 256 * 240 64색
- 주파수 : 60.00 Hz
- 화면방향 : 가로형
- 플레이어 수 : 2
- 컨트롤러 : 8방행 조이스틱, 2버튼

## 게임 목록
- Vs. 10-Yard Fight
- Vs. Baseball
- Vs. Balloon Fight
- Vs. Battle City
- Vs. Castlevania
- Vs. Clu Clu Land
- Vs. Dr. Mario
- Vs. Duck Hunt
- Vs. Excitebike
- Vs. Freedom Force
- Vs. Golf
- Vs. Gong Fight
- Vs. The Goonies
- Vs. Gradius
- Vs. Gumshoe
- Vs. Hogan's Alley
- Vs. Ice Climber
- Vs. Kung Fu
- Vs. Ladies Golf
- Vs. Mach Rider
- Vs. Mahjong
- Vs. Mighty Bomb Jack
- Vs. Ninja Jajamaru-Kun
- Vs. Pinball
- Vs. Platoon
- Vs. Punch-Out!!
- Vs. R.B.I. Baseball
- Vs. Raid on Bungeling Bay
- Vs. Slalom
- Vs. Sky Kid
- Vs. Soccer
- Vs. Star Luster
- Vs. Stroke and Match Golf
- Vs. Super Chinese
- Vs. 슈퍼 마리오브라더스
- Vs. Super Sky Kid
- Vs. Super Xevious
- Vs. Tennis
- Vs. Tetris (Tengen 버전)
- Vs. TKO Boxing
- Vs. Top Gun
- Vs. Trojan
- Vs. Urban Champion
- Vs. Volleyball
- Vs. Wild Gunman
- Vs. Wrecking Crew
- Vs. Xevious
- Vs. Donkey Kong 3

## 같이 보기
- 플레이초이스-10
- 닌텐도 슈퍼 시스템
- HVC-012